# Concatedral de San Pedro y San Pablo (Sovana)
La concatedral de San Pedro y San Pablo es la catedral de Sovana, una fracción del municipio de Sorano, en la provincia de Grosseto, diócesis de Pitigliano-Sovana-Orbetello.

## Historia y arquitectura

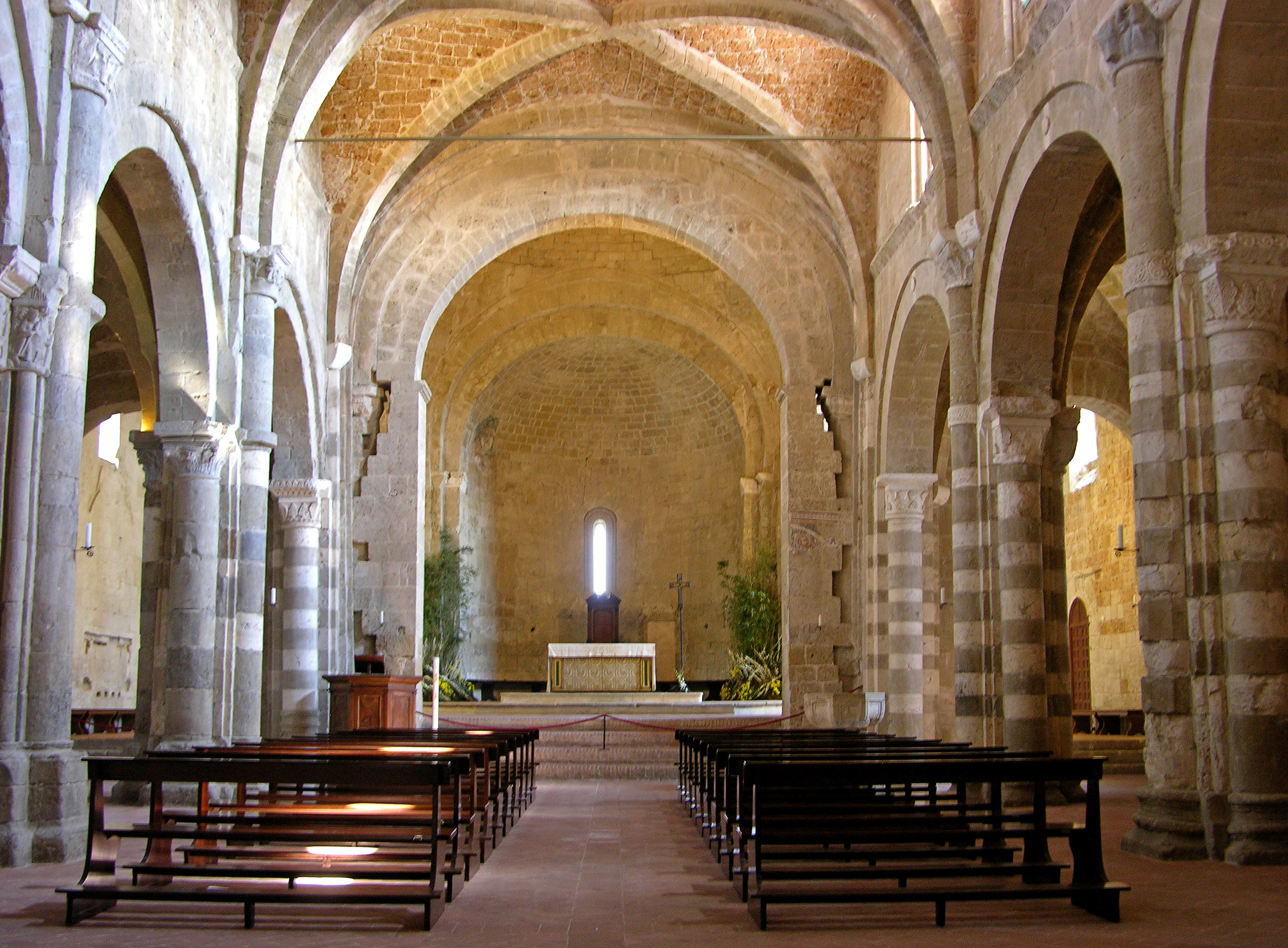
Interior de la Concatedral

La tradición dice que el obispo de Palermo, Mamiliano, evangelizó Sovana, a principios del siglo IV. Esta temprana conversión al cristianismo hizo que Sovana fuera nombrada obispado el siglo V,
La fundación del actual edificio se remonta al siglo VIII o al siglo IX, y desde entonces hasta el siglo XVII fue objeto de repetidas remodelaciones estructurales o modernizaciones decorativas. La existencia de una gran e importante iglesia eclesiástica está declarada, por la bula de Nicolás II de 1061 en la gran cripta de toba abovedada todavía existente y en las pilastras internas de mármol del pórtico actual, con placas doradas  talladas. Desde decoraciones geométricas simbólicas tan cercanas en estilo y tiempo a aquellas, alusivas a la Eucaristía, del monumental ciborio de mármol, algo verdaderamente único en toda la Toscana, transportado desde la antigüedad en la iglesia de Santa María, pero contemporáneo a la construcción. Del primer duomo para el que fue construido. Las comparaciones plausibles con el ilustre prototipo de San Apolinar de Rávena también reconocen el trabajo de los artesanos, al menos en común, en el mencionado soberano en una formación lombarda común, dando alcance a la sugerente hipótesis de que ese ciborio refleja uno de los primeros documentos concretos de la presencia de los nuevos señores de Sovana, los Aldobrandeschi.
Después de la gran reconstrucción, en la que se seguía trabajando en 1248, las formas arquitectónicas son similares a las de las expansiones que en el siglo XII se promovieron en numerosas catedrales del sur de la Toscana. En el prototipo, ofrecido por la abadía de Sant'Antimo con su construcción y formas decorativas lombardas, se revelan  historias bíblicas esculpidas en los capiteles. Esas catedrales ya expresan un estilo románico de segunda generación, que ya está listo para aceptar cambios estructurales y formales con sabor gótico.

## Otras imágenes

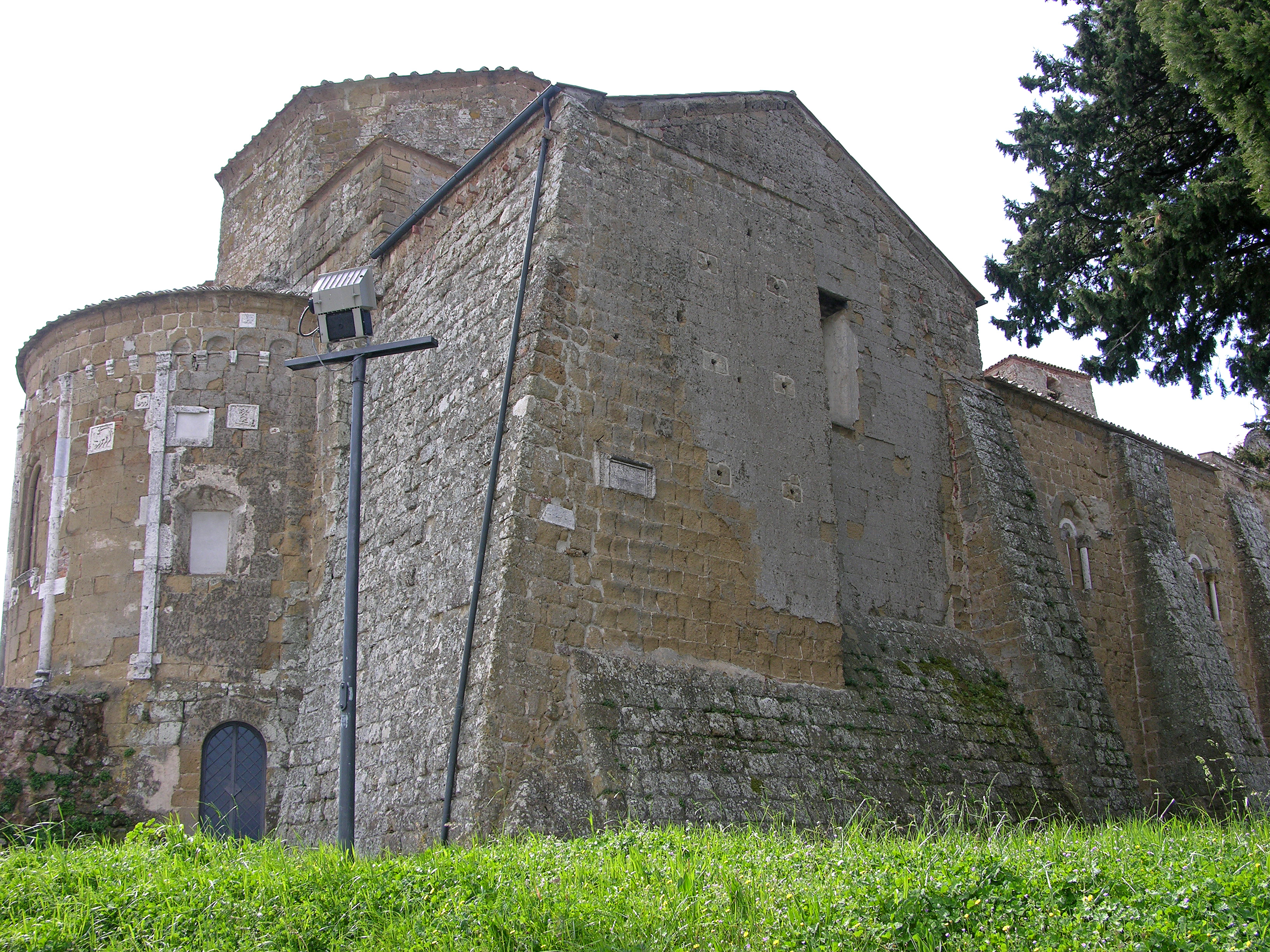
Exterior, lado derecho
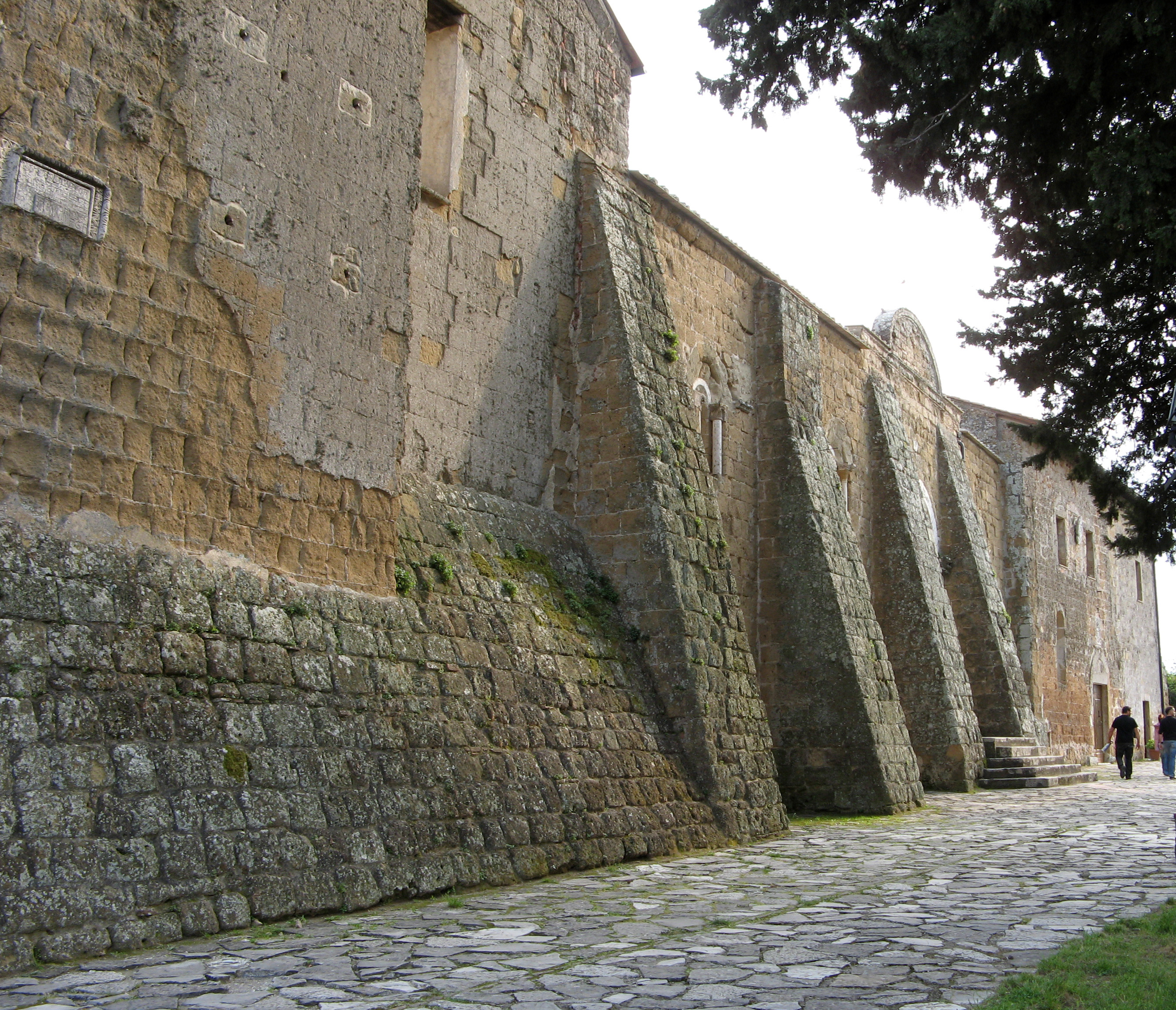
Vista lateral de la catedral.
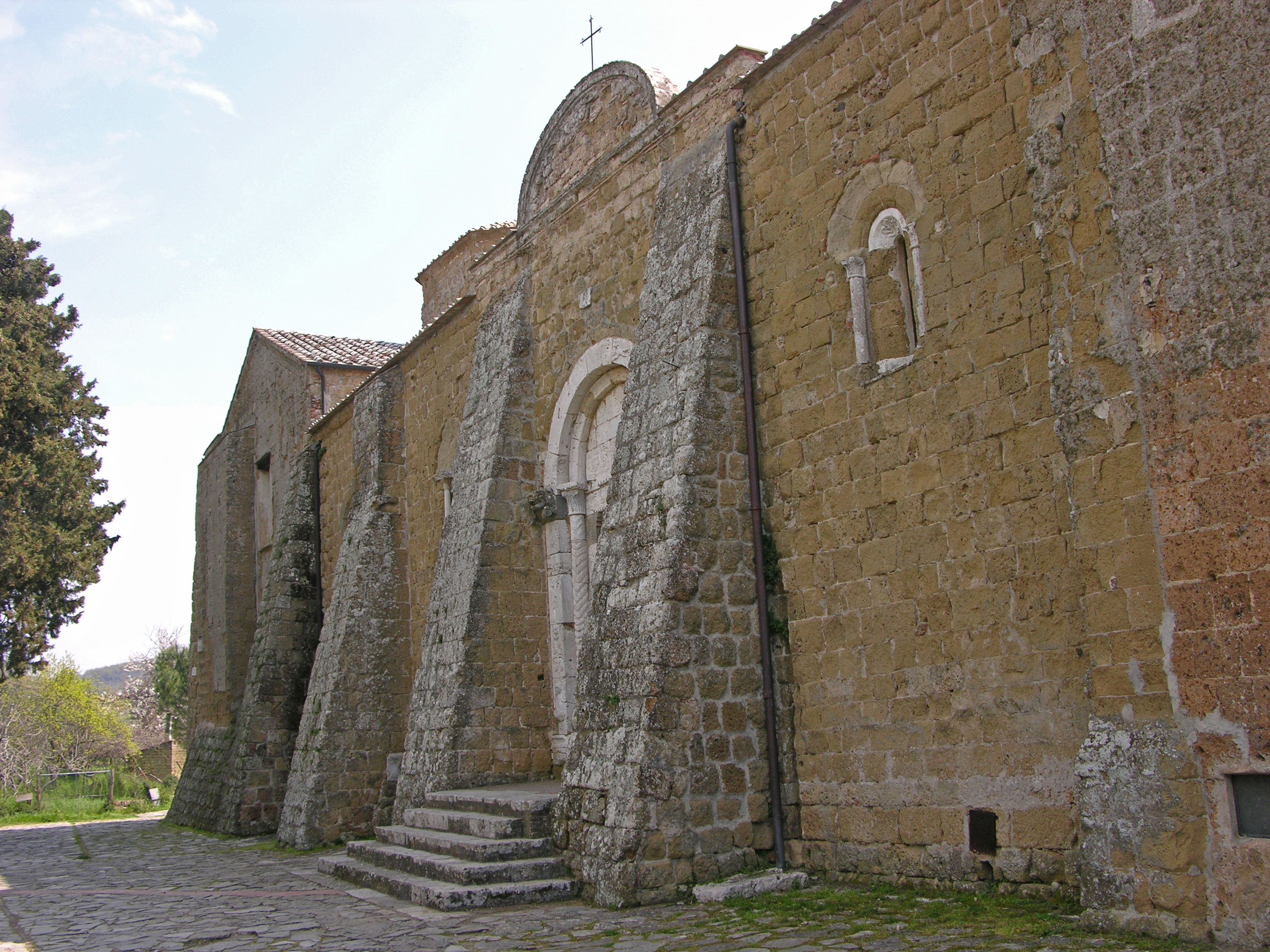
Vista lateral
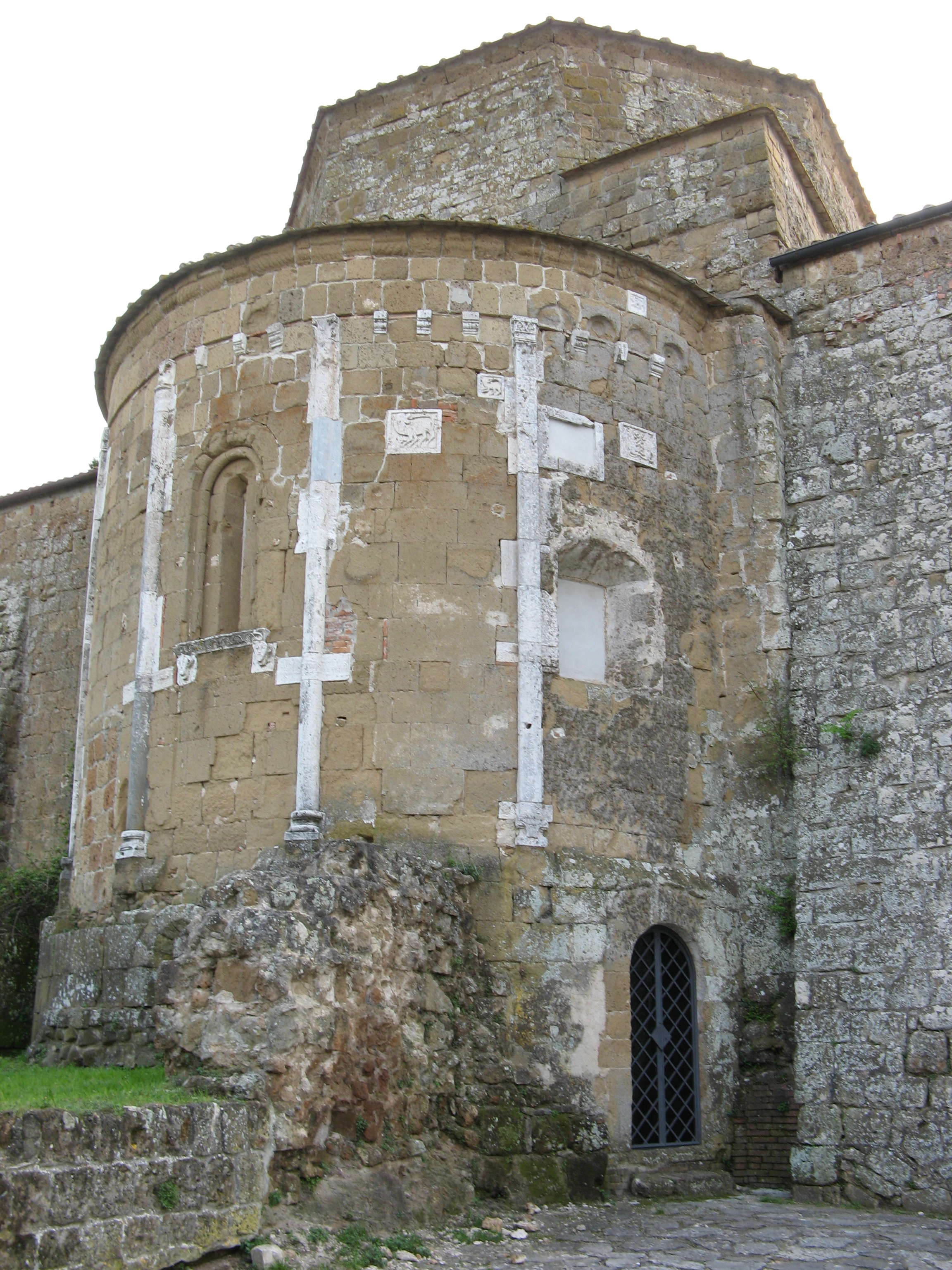
Ábside
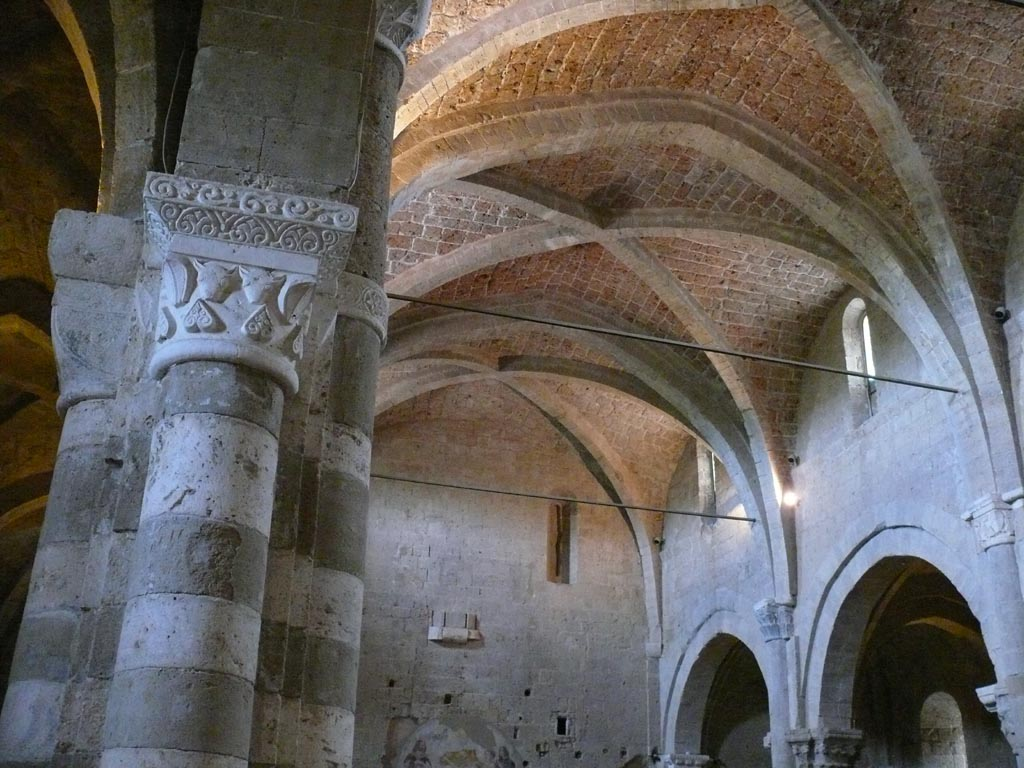
Interior
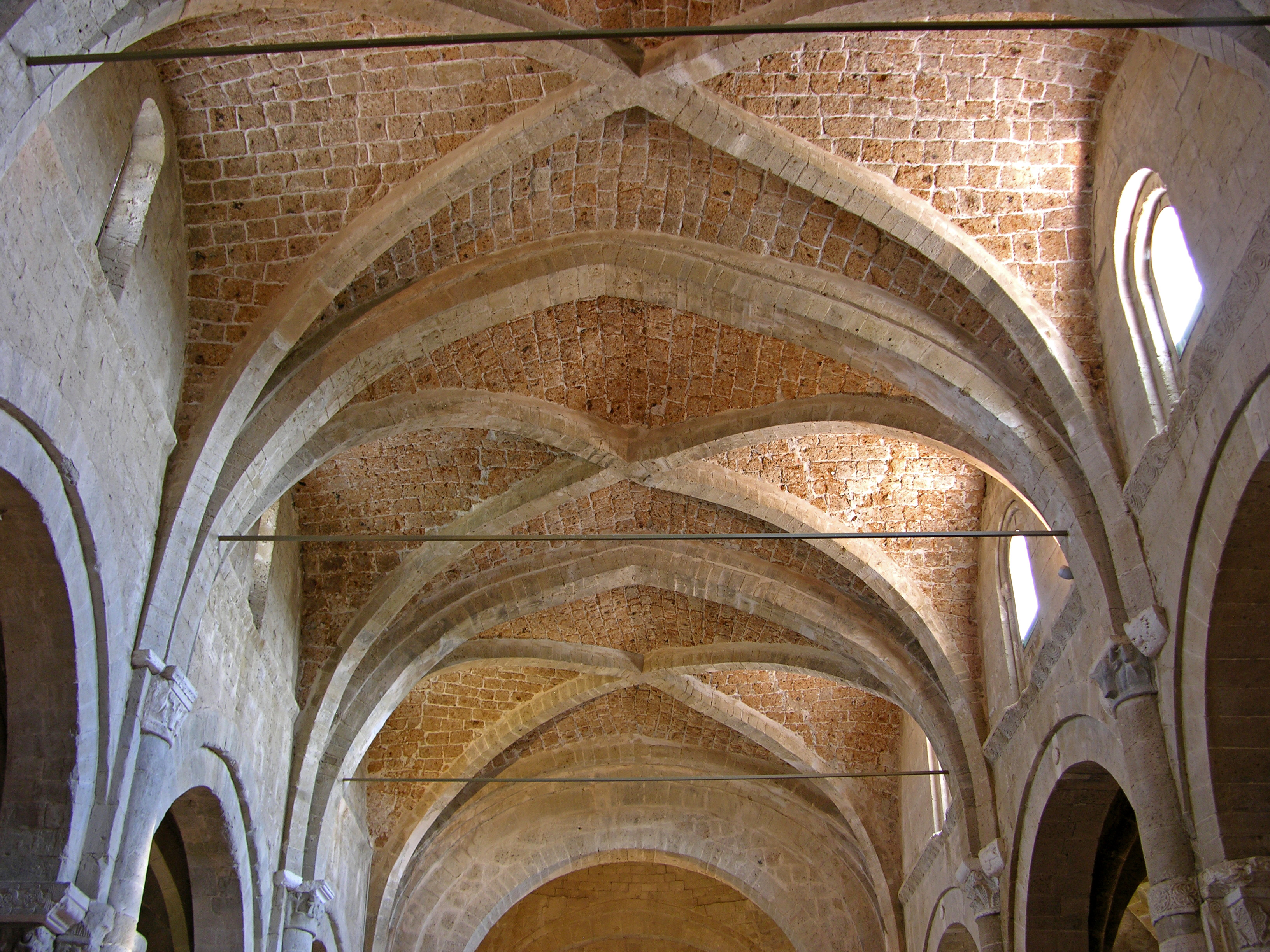
Nave
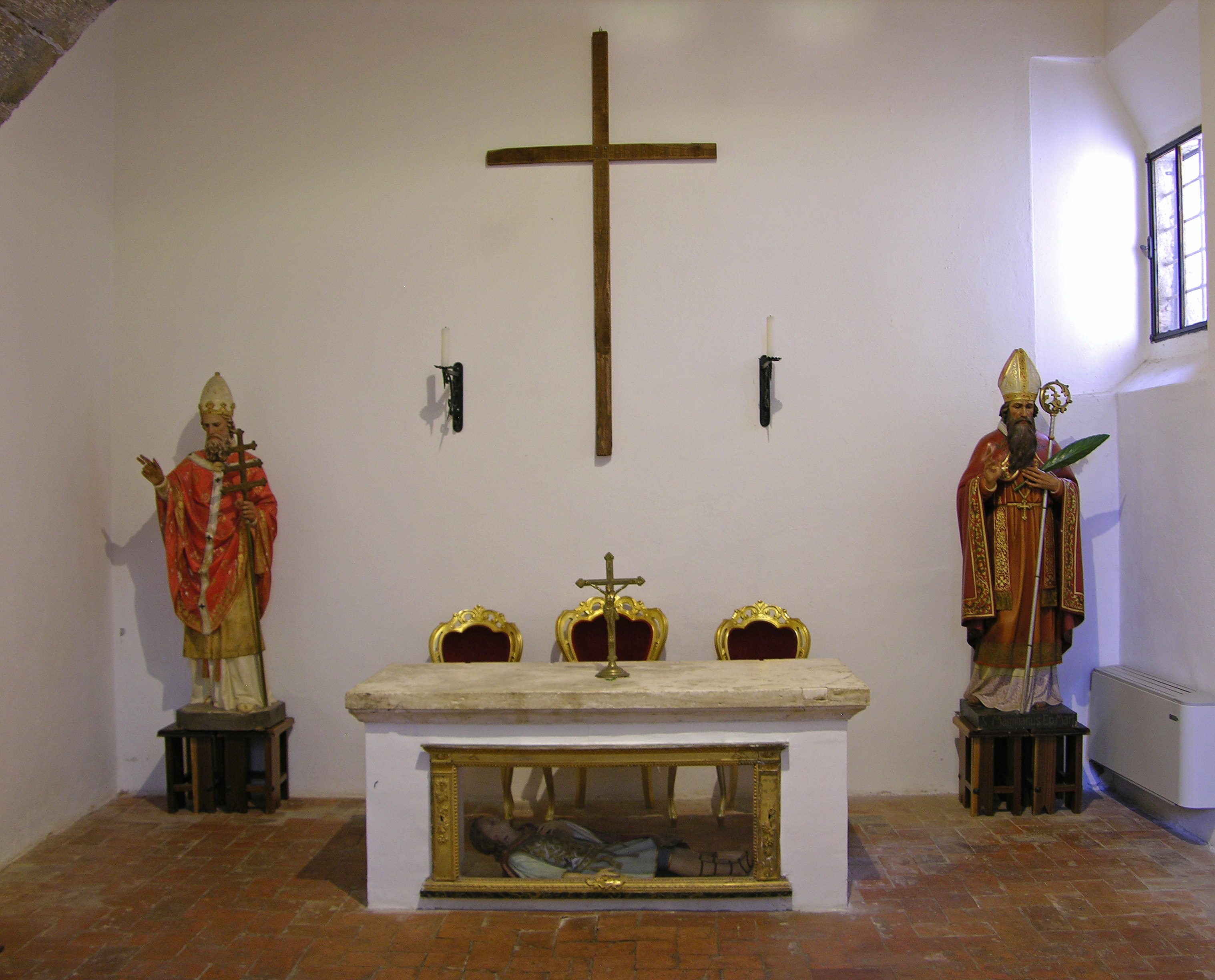
Altar lateral con estatua
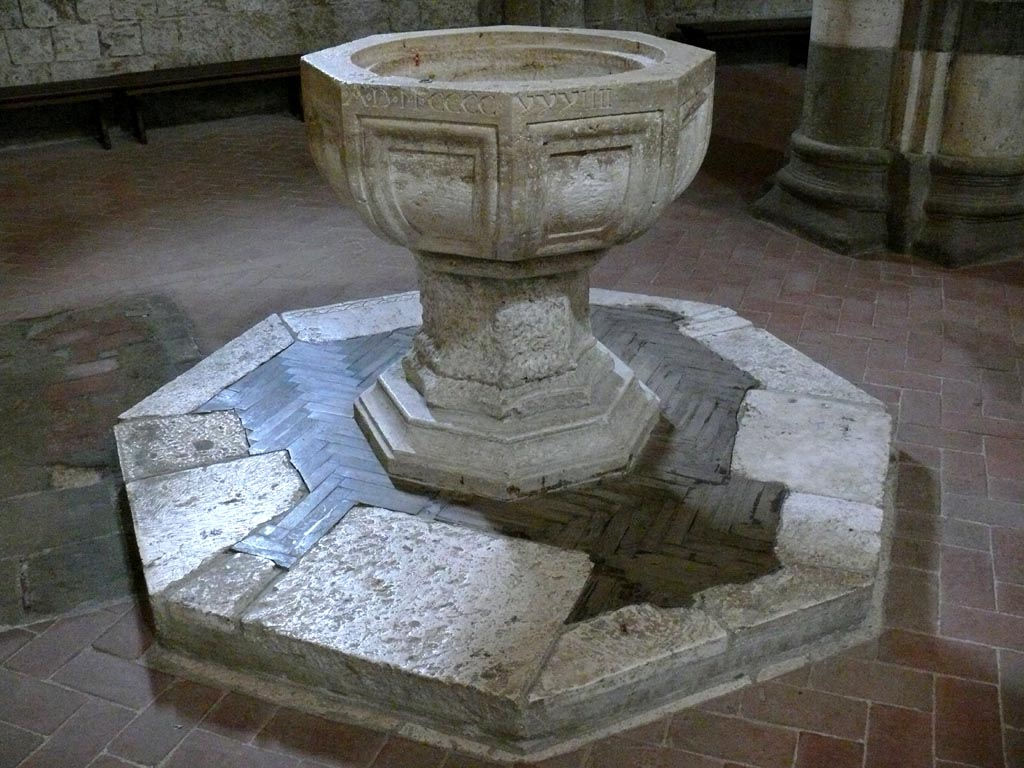
Pila bautismal
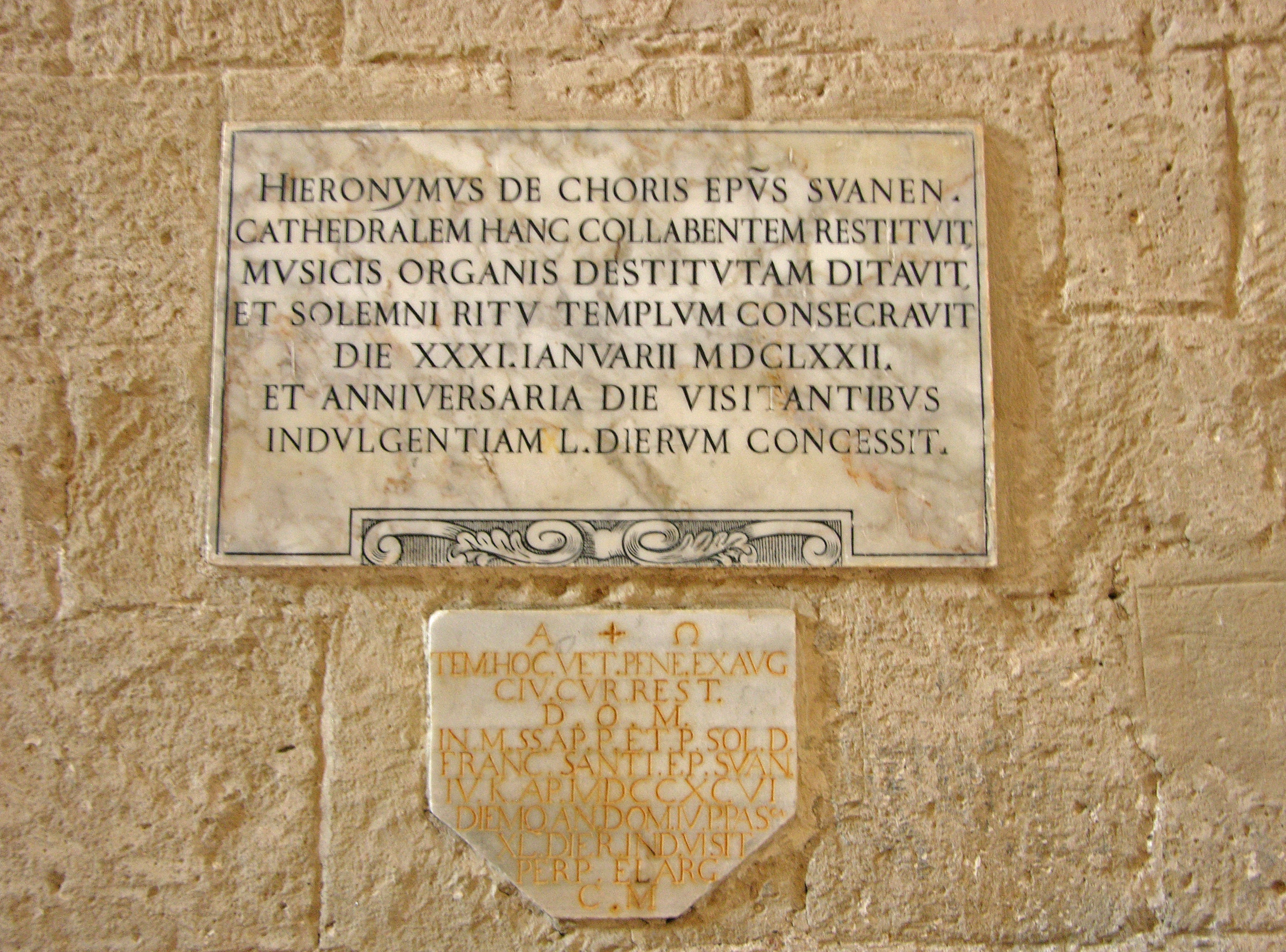
Inscripciones en el mármol